# New York Hungaria
Il New York Hungaria è stata una società di calcio statunitense, con sede a New York.

## Storia
Fondato nel 1923 da immigrati ungheresi, il New York Hungaria guidato da Géza Henni si aggiudicò la U.S. Open Cup nel 1962.
Partecipò alla CONCACAF Champions' Cup 1963 e, fu la prima squadra statunitense ad ottenere un successo in terra messicana, battendo per 3-2 il Club Deportivo Oro. La squadra sarà estromessa dal torneo al turno successivo, eliminata dal Club Deportivo Guadalajara.
Negli anni di attività ha militato in diverse leghe professionistiche e semi-professionistiche come la German-American Soccer League poi diventata Cosmopolitan Soccer League.
Il New York Hungaria si aggiudicò quattro edizioni consecutive della German-American Soccer League tra il 1958–1959 ed il 1961–1962 oltre la prima nel 1956–1957. Successivamente la lega diventata Cosmopolitan Soccer League vide la formazione vincere il titolo nella stagione 1992–1993.
La stagione 1993-1994 parte male e a causa di problemi finanziari si sciolse.

## Palmarès

### Competizioni nazionali
- US Open Cup: 1

1962